# Sooner or Later (telefilme)
Sooner or Later (Talvez Algum Dia, no Brasil) é um telefilme estadunidense de 1979 dirigido por Bruce Hart. É estrelado por Denise Miller e Rex Smith em sua estreia no cinema.

## Sinopse
Aos 13 anos a adolescente Jessie Walters (Denise Miller) apaixona-se pelo músico Michael Skye (Rex Smith) e, para que sua paixão seja correspondida, finge ser mais velha e mente sobre sua religião, mas ela se enrola em suas mentiras.

## Elenco
- Denise Miller ... Jessie Walters
- Rex Smith ... Michael Skye
- Barbara Feldon ... Lois Walters
- Judd Hirsch ... Bob Walters
- Lilia Skala ... Grandma Esther
- Morey Amsterdam ... Eddie Nova, professor de guitarra
- Vivian Blaine ... maquiadora
- Lynn Redgrave ... O professor